# San Ramón, Costa Rica
San Ramón este un oraș din Costa Rica.